# شهرستان یونیون (نیوجرسی)
شهرستان یونیون، نیوجرسی (به انگلیسی: Union County, New Jersey) یک سکونتگاه مسکونی در ایالات متحده آمریکا است که در نیوجرسی واقع شده‌است.